# قطعنامه ۱۴۳۰ شورای امنیت
قطعنامه ۱۴۳۰ شورای امنیت سازمان ملل متحد که در تاریخ ۱۴ اوت ۲۰۰۲ تصویب شد، سندی بین‌المللی دربارهٔ بررسی وضعیت میان اریتره و اتیوپی است. این قطعنامه طی نشست ۴۶۰۰ام با ۱۵ رای موافق، ۰ مخالف و ۰ ممتنع تصویب شد.